# Tarbet
Hrad Tarbet je ruina, která se nachází na ostrově Fidra ve East Lothianu v zálivu Firth of Forth ve Skotsku.

## Historie
Hrad na ostrově Fidra postavil ve 12. století Jan de Vaux, baron z Dirletonu. Hrad, kapli a ostrov daroval Vilém de Vaux v roce 1220 premonstrátským mnichům z opatství Dryburgh. Hrad byl opuštěn poté, co de Vauxové postavili na pevnině hrad Dirleton jako náhradní sídlo. Poslední zmínka o hradu Tarbet pochází z roku 1621, kdy je hrad zmiňován jako Old Castle of Eldbottle.